# Miejevo sipanje
Miejevo sipanje je elastično sipanje svetlobe na delcih, katerih velikost je primerljiva z valovno dolžino vpadne svetlobe.  V naravi se pojavi v spodnjih 4,5 km atmosfere, kjer je lahko veliko praktično sferičnih delcev s premeri približno enakimi valovni dolžini vpadnega žarka. Poimenovana je po nemškem fiziku Gustavu Mieju. 
Miejeva rešitev Maxwellovih enačb (tudi Lorenz–Miejeva rešitev ali Lorenz–Mie–Debyeva rešitev) na splošno opisuje sipanje elektromagnetnega ravnega vala na homogeni krogli. Rešitev se izraža kot neskončna vrsta vektorskih sfernih harmonikov. Pri večjih delcih se Miejeva teorija sipanja ujema z geometrijsko optiko. Sipanju na delcih, manjših od valovne dolžine svetlobe rečemo Rayleighovo sipanje.
Izraz Miejeva rešitev se uporablja tudi za rešitve Maxwellovih enačb pri sipanju na neskončno dolgih valjih in podobnih geometrijskih telesih, kjer se lahko zapišejo enačbe posebej za radialno in kotno odvisnost rešitev. 

## Pristop
Pri obravnavi Miejevega sipanja vpadni ravni val in sipan val elektromagnetnega polja razvijemo v vektorske sferične valovne funkcije. Prav tako se razvije tudi polje v delcu. S primernimi robnimi pogoji na površini krogle se pridobi koeficiente razvoja.
Pri obravnavi delcev, ki so veliko večji oziroma veliko manjši od valovne dolžine vpadne svetlobe, se problem poenostavi in približki zadoščajo za dober opis sistema. Za delce, katere velikost je primerljiva z valovno dolžino (vodne kapljice v atmosferi, lateks delce v barvah, delce v emulzijah, vključno z mlekom, celice ipd.) približki pogosto niso dovolj dobri in se je treba problema lotiti eksaktno.
Formalizem omogoča izračun električnih in magnetnih polj znotraj in zunaj telesa in se navadno uporablja za izračun količine sipane svetlobe, celotnega optičnega sipalnega preseka in oblikovnega faktorja. Zanimiva lastnost teh rezultatov so Miejeve resonance. To so velikosti delcev, ki svetlobo sipljejo posebej močno ali šibko. Zaradi obstoja resonanc pri Miejevem sipanju je to prikladen formalizem za meritve velikosti delcev.

## Izpeljava za sferični sipalec
Obravnavajmo Miejevo sipanje ravnega vala na sferičnem delcu. Jakost električnega polja izven delca lahko zapišemo kot vsoto vpadnega polja in sipanega polja {\displaystyle {\vec {E}}={\vec {E}}_{i}+{\vec {E}}_{s}.}Pri izračunu privzemimo, da je vpadno vavolvanje krožno polarizirano {\displaystyle {\vec {E}}_{i}\propto ({\vec {e}}_{x}+i{\vec {e}}_{y})e^{ikz}.}Polje razvijemo po vektorskih sferičnih harmonikih. Razvoj sipanega valovanja, ki potuje stran od delca, ima naslednjo obliko:
{\displaystyle {\vec {E}}_{s}={\frac {1}{2}}\sum _{l=1}^{\infty }i^{l}{\sqrt {4\pi (2l+1)}}\left(a_{l}h_{l}^{(1)}(kr){\vec {X}}_{l,1}+{\frac {b_{l}}{k}}\nabla \times h_{l}^{(1)}(kr){\vec {X}}_{l,1}\right).}
Tu so {\displaystyle h_{l}^{(1)}}sferične Besslove funkcije tretje vrste, {\displaystyle {\vec {X}}_{lm}}vektorski sferni harmoniki, {\displaystyle k} valovni vektor vpadne svetlobe, {\displaystyle a_{l}} in {\displaystyle b_{l}} pa koeficienti razvoja. 
Podobno napišemo tudi za gostoto magnetnega polja {\displaystyle {\vec {B}}={\vec {B}}_{i}+{\vec {B}}_{s}.} Sipani del polja se tokrat glasi:
{\displaystyle {\vec {B}}_{s}={\frac {1}{2c}}\sum _{l=1}^{\infty }i^{l}{\sqrt {4\pi (2l+1)}}\left({\frac {-ia_{l}}{k}}\nabla \times h_{l}^{(1)}(kr){\vec {X}}_{l,1}-ib_{l}h_{l}^{(1)}(kr){\vec {X}}_{l,1}\right).}
S {\displaystyle c} smo označili hitrost svetlobe. Koeficiente razvoja lahko izračunamo z upoštevanjem robnih pogojev na površini delca. S pomočjo Poyntingovega vektorja lahko zapišemo:
{\displaystyle {\frac {dP_{s}}{d\Omega }}={\frac {a^{2}}{2\mu _{0}}}Re({\vec {n}}\cdot {\vec {E}}_{s}\times {\vec {B}}_{s}^{*})|_{r=a},}
kjer je {\displaystyle a}radij delca, {\displaystyle {\vec {n}}}pa enotski vektor, ki kaže iz središča delca radialno navzven. Sledi, da je diferencialni sipalni presek enak:
{\displaystyle {\frac {d\sigma _{s}}{d\Omega }}=-{\frac {a^{2}}{2}}Re({\vec {E}}_{s}\cdot ({\vec {n}}\times c{\vec {B}}_{s}^{*})|_{r=a}.}
Ko v formulo za diferencialni sipalni presek vstavimo izraze za sipana polja, dobimo:
{\displaystyle {\frac {d\sigma _{s}}{d\Omega }}={\frac {\pi }{2k^{2}}}\left|\sum _{l=1}^{\infty }{\sqrt {2l+1}}(a_{l}{\vec {X}}_{l,1}+ib_{l}{\vec {n}}\times {\vec {X}}_{l,1})\right|^{2}.}
S pomočjo ortogonalnostnih relacij za vektorske sferične harmonike integriramo po celotnem prostorskem kotu {\displaystyle \Omega } in dobimo celoten sipalni presek
{\displaystyle \sigma _{s}={\frac {\pi }{2k^{2}}}\sum _{l=1}^{\infty }(2l+1)(|a_{l}|^{2}+|b_{l}|^{2}).}

## Rezultati teorije
V okviru Miejeve teorije obravnavamo sipanje in absorbcijo ravnih elektromagnetnih valov na preprostih izotropnih delcih. Glavni rezultat je izračun atenuacijskih koeficientov Q, ki so definirani kot razmerje ustreznega sipalnega preseka z geometrijskim presekom delca. Za sipanje na sferičnem delcu je atenuacijski koeficient torej:
{\displaystyle Q_{i}={\frac {\sigma _{i}}{\pi a^{2}}},}
kjer je a radij delca, {\displaystyle \sigma _{i}}pa sipalni presek. Atenuacijski koeficient za elastično sipanje {\displaystyle Q_{s}}dobimo, če v zgornjo enačbo vstavimo sipalni presek za elastično sipanje {\displaystyle \sigma _{s}.}izračunamo lahko tudi atenuacijski koeficient za absorbcijo valovanja {\displaystyle Q_{a},}pri katerem v enačbo vstavimo sipalni presek za absorbcijo valovanja {\displaystyle \sigma _{a}.}Atenuacijski koeficient, ki upošteva oba procesa označimo z {\displaystyle Q_{e}}in se izraža kot {\displaystyle Q_{e}=Q_{s}+Q_{a}.}
Zaradi preproste geometrije se računa v primernem (npr. sferičnem v primeru okroglega delca) koordinatnem sistemu z delcem v izhodišču. Vpadno in sipano svetlobo opišemo z ravnimi valovi, katere razvijemo po vektorskih sferičnih funkcijah. Upoštevati moramo tudi valovanje znotraj delca, ki ga prav tako razvijemo po vektorskih sferičnih funkcijah. Z upoštevanjem primernih robnih pogojev na površini delca dobimo koeficiente razvoja in s tem rešitev. Z integracijo Poyntingovega vektorja potem dobimo atenuacijski koeficient.Izkaže se, da ima atenuacijski koeficient za elastično sipanje naslednjo obliko:
{\displaystyle Q_{s}={\frac {2}{x^{2}}}\sum _{l=1}^{\infty }(2l+1)\left(|a_{l}|^{2}+|b_{l}|^{2}\right),}
kjer je {\displaystyle x=2\pi a/\lambda ,}kompleksna števila {\displaystyle a_{l}}in {\displaystyle b_{l}}pa so koeficienti razvoja rešitve.
Atenuacijski koeficient, ki upošteva tudi absorbcijo, pa se izraža kot:
{\displaystyle Q_{e}={\frac {2}{x^{2}}}\sum _{l=1}^{\infty }(2l+1)Re(a_{l}+b_{l})}
Koeficiente razvoja lahko izračunamo po naslednji formuli:
{\displaystyle a_{l}={\frac {S_{l}(x){\frac {S_{l}'(mx)}{S_{l}(mx)}}-mS_{l}'(x)}{C_{l}(x){\frac {C_{l}'(mx)}{C_{l}(mx)}}-mC_{l}'(x)}},}
{\displaystyle b_{l}={\frac {mS_{l}(x){\frac {S_{l}'(mx)}{S_{l}(mx)}}-S_{l}'(x)}{mC_{l}(x){\frac {C_{l}'(mx)}{C_{l}(mx)}}-C_{l}'(x)}},}
kjer m predstavlja lomni količnik delca, {\displaystyle S_{L}}in {\displaystyle C_{L}} pa so tako imenovane Ricatti-Besslove funkcije, povezane s sferičnimi Besslovimi funkcijami {\displaystyle j_{l},y_{l}}oziroma Besslovimi funkcijami {\displaystyle J_{l+1/2},Y_{l+1/2}}preko naslednjih relacij:
{\displaystyle S_{l}(z)=zj_{l}(z)={\sqrt {\frac {\pi z}{2}}}J_{l+1/2}(z),}
{\displaystyle C_{l}(z)=-zy_{l}(z)=-{\sqrt {\frac {\pi z}{2}}}Y_{l+1/2}(z),}
{\displaystyle S_{l}'(z)=S_{l-1}(z)-{\frac {l}{z}}S_{l}(z),}
{\displaystyle C_{l}'(z)=C_{l-1}(z)-{\frac {l}{z}}C_{l}(z),}
Intenziteta sipanja se v odvisnosti od sipalnega kota izraža kot:
{\displaystyle I(\theta )=I_{0}{\frac {\lambda ^{2}}{8\pi ^{2}r^{2}}}(|S_{1}(\theta )|^{2}+|S_{2}(\theta )|^{2}),}
kjer smo uvedli:
{\displaystyle S_{1}(\theta )=\sum _{l=1}^{\infty }{\frac {2l+1}{l(l+1)}}(a_{l}\pi _{l}+b_{l}\tau _{l}),}
{\displaystyle S_{2}(\theta )=\sum _{l=1}^{\infty }{\frac {2l+1}{l(l+1)}}(a_{l}\tau _{l}+b_{l}\pi _{l}),}
{\displaystyle \pi _{l}}in {\displaystyle \tau _{l}}sta funkciji kota {\displaystyle \theta ,}izraženi s pomočjo Legendrovih polinomov kot:
{\displaystyle \pi _{l}={\frac {P_{l}^{(1)}(\cos \theta )}{\sin \theta }}}
{\displaystyle \tau _{l}={\frac {dP_{l}^{(1)}(\cos \theta )}{d\theta }}}.

## Rayleighov približek
Rayleighovo sipanje opisuje elastično sipanje svetlobe na sferičnih delcih, ki so veliko manjši v primerjavi z valovno dolžino svetlobe. Intenziteta I sipanega valovanja je:
{\displaystyle I=I_{0}\left({\frac {1+\cos ^{2}\theta }{2R^{2}}}\right)\left({\frac {2\pi }{\lambda }}\right)^{4}\left({\frac {n^{2}-1}{n^{2}+2}}\right)^{2}\left({\frac {d}{2}}\right)^{6},}
kjer I0  predstavlja intenziteto svetlobe pred njeno interakcijo z delcem, R je razdalja med delcem in opazovalcem, θ je sipalni kot, n je lomni količnik delca in d je premer delca.
Iz zgornje enačbe je razvidno, da je Rayleighovo sipanje močno odvisno od velikosti delca in valovne dolžine vpadnega valovanja. Opazimo tudi, da je intenziteta sipane svetlobe enaka v smeri vpadne svetlobe in nasprotne smeri, oziroma {\displaystyle I(\theta )=I(\pi -\theta ).}
Rayleighov model sipanja sistema ne opiše več dobro, ko velikost delca postane večja od približno 10% valovne dolžine vpadnega valovanja. V tem primeru intenziteto sipanega valovanja dobimo z Miejevim modelom. Ta je veliko bolj zapleten, saj intenziteta ni več podana s preprosto enačbo, ampak je potreben izračun neskončne vrste. Miejev model za sipanje nam da precej drugačne rezultate: Sipanje ni tako močno odvisno od natančne valovne dolžine vpadnega valovanja, intenziteta sipanega valovanja pa je večja v smeri naprej kot nazaj.
V naravi obe situaciji opazimo na nebu: Velikost plinskih delcev v atmosferi je veliko manjša od valovne dolžine vidne svetlobe. Za opis sipanja na le-teh je zato primeren Rayleighov model sipanja. Ko sončna svetloba preide skozi atmosfero, se njena modra komponenta Rayleighovo močneje sipa na atmosferskih plinih v primerjavi z daljšimi valovnimi dolžinami (ki npr. ustrezajo rdeči ali rumeni barvi). Zato opazimo, da je nebo modre barve. Med sončnimi vzhodi in zahodi prepotuje sončeva svetloba daljšo pot do Zemljine površine in je učinek Rayleighovega sipanja na barvo neba še bolj izrazit.
Nasprotno je velikost vodnih kapljic v oblakih  primerljiva z valovno dolžino vidne svetlobe in sipanje na le-teh opiše Miejev model. V okviru tega so vse valovne dolžine vidne svetlobe sipane približno enako, zaradi česar so oblaki bele oziroma sive barve.

## Uporaba
Miejeva teorija je zelo pomembna v meteorološki optiki, kjer je kvocient premera delca in valovne dolžine reda velikosti 1 ali več tipičen za veliko problemov glede npr. sipanja na oblakih. Miejeva teorija je uporabna tudi za karakterizacijo delcev s pomočjo merjenja optičnega sipanja. Miejeva rešitev nam pomaga razumeti vir izgleda pogostih materialov kot so mleko, biološka tkiva in lateks barvila.

### Meteorologija
Miejevo sipanje opiše primer, ko je premer atmosferskih delcev primerljiv z valovno dolžino sipane svetlobe. Prah, cvetni prah, dim in mikroskopske vodne kapljice, ki se združujejo v oblake, so pogosti Miejevi sipalci. Miejevo sipanje se večinoma zgodi v spodnjih delih atmosfere, kjer je na voljo več večjih delcev in je največje v oblačnih razmerah.

### Metamateriali
Miejevo teorijo lahko uporabimo pri oblikovanju metamaterialov. Ti so navadno zgrajeni iz tridimenzionalnih slojev kovin ali nekovin v neki periodični strukturi, kjer poizkušamo doseči negativno dielektričnost -permeabilnost na področju Miejevih resonanc.

### Meritve velikosti delcev
Miejeva teorija se pogosto uporablja v laserski uklonski analizi. V 90ih letih se je razširila uporaba Miejeve teorije na tem področju in je sedaj uradno priporočena metoda za delce pod 50 mikrometri v napotkih ISO 13321:2009.
Med drugim so Miejevo teorijo uporabili za določitev koncentracije olja v onesnaženi vodi.